# Châtel-Montagne
Châtel-Montagne – miejscowość i gmina we Francji, w regionie Owernia-Rodan-Alpy, w departamencie Allier.

## Demografia
Według danych na rok 1990 gminę zamieszkiwało 400 osób, a gęstość zaludnienia wynosiła 11 osób/km². W styczniu 2015 r. Châtel-Montagne zamieszkiwało 405 osób, przy gęstości zaludnienia wynoszącej 11,1 osób/km².